# Leslie (Vorname)
Leslie ist sowohl ein männlicher als auch ein weiblicher Vorname. Er ist abgeleitet von einem Familiennamen, der sich wiederum auf einen gleichnamigen Ort in Schottland bezieht.

## Varianten
Lesly, Lesley, Lesleigh, Les (siehe auch Lester), Lessie

## Namensträger
- Leslie Clarence Allen (1916–1982), australischer Soldat im Zweiten Weltkrieg, siehe Bull Allen
- Leslie Arliss (1901–1987), britischer Drehbuchautor und Filmregisseur
- Leslie Bricusse (1931–2021), britischer Komponist und Liedtexter von Filmmusik
- Leslie Sebastian Charles (* 1950), britischer Popsänger und Songschreiber, siehe Billy Ocean
- Leslie Cheung (1956–2003), chinesischer Sänger und Schauspieler
- Leslie Dilley (1941–2025), britischer Filmarchitekt
- Leslie Ekker (* 1955), US-amerikanischer Filmtechniker für visuelle Effekte
- Leslie Fiedler (1917–2003), US-amerikanischer Literaturwissenschaftler und Literaturkritiker
- Leslie H. Gelb (1937–2019), US-amerikanischer Regierungsbeamter und Hochschullehrer
- Leslie Harvey (1944–1972), schottischer Rock-Gitarrist
- Leslie Howard (1893–1943), britischer Bühnen- und Filmschauspieler sowie Regisseur
- Leslie Iversen (1937–2020), britischer Pharmakologe
- Leslie Jordan (1955–2022), US-amerikanischer Schauspieler
- Leslie King (1950–2009), Bahnradsportler aus Trinidad und Tobago.
- Leslie Lamport (* 1941), US-amerikanischer Mathematiker
- Leslie Mandoki (* 1953), ungarisch-deutscher Musiker
- Leslie Nielsen (1926–2010), kanadischer Schauspieler
- Leslie Odom Jr. (* 1981), US-amerikanischer Filmschauspieler, Musicaldarsteller, Produzent und Sänger
- Leslie Phillips CBE (1924–2022), britischer Schauspieler
- Leslie E. Robertson (1928–2021), US-amerikanischer Bauingenieur
- Leslie Shear, Jr. (1938–2022), US-amerikanischer Klassischer Archäologe, Hochschullehrer
- Leslie Stephen (1832–1904), britischer Historiker, Literat und Bergsteiger
- Leslie „Les“ Thimmig (1943–2024), US-amerikanischer Musiker und Hochschullehrer
- Leslie Thompson (1901–1987), britischer Jazzmusiker (Trompete, Posaune, Bass, Cello und Kornett) jamaikanischen Ursprungs
- Leslie Valiant (* 1949), britischer Informatiker und Turingpreisträger
- Leslie West (1945–2020), US-amerikanischer Rockmusiker
- Leslie Wexner (* 1937), US-amerikanischer Unternehmer und Milliardär
- Leslie Yoxall (1914–2005), englischer Kryptoanalytiker

## Namensträgerinnen
- Leslie Aiello (* 1946), US-amerikanische Paläoanthropologin
- Leslie Bibb (* 1974), US-amerikanische Schauspielerin und Fotomodell
- Leslie Caron (* 1931), französische Schauspielerin und Tänzerin
- Leslie Carter (1986–2012), US-amerikanische Pop-Sängerin
- Leslie Clio (* 1986), deutsche Popsängerin
- Leslie Deniz (* 1962), US-amerikanische Diskuswerferin
- Leslie Easterbrook (* 1949), US-amerikanische Schauspielerin
- Leslie Feist (* 1976), kanadische Pop-Sängerin und Gitarristin
- Leslie Grossman (* 1971), US-amerikanische Schauspielerin
- Leslie Hendrix (* 1960), US-amerikanische Schauspielerin
- Leslie Hope (* 1965), kanadische Schauspielerin
- Leslie Iwerks (* 1970), US-amerikanische Filmregisseurin, Filmproduzentin und Drehbuchautorin
- Leslie Jones (* 1967), US-amerikanische Komikerin und Schauspielerin
- Leslie Kaplan (* 1943), französische Schriftstellerin
- Leslie Landon (* 1962), US-amerikanische Filmschauspielerin und Psychologin
- Leslie-Vanessa Lill (* 1994), deutsche Schauspielerin und Synchronsprecherin
- Leslie Malton (* 1958), US-amerikanische Schauspielerin
- Leslie Mann (* 1972), US-amerikanische Schauspielerin
- Leslie Morrison (* 1960), kanadische Freestyle-Skierin, siehe LeeLee Morrison
- Leslie Nachmann (* 1979), deutsche Nachrichtensprecherin und Moderatorin
- Leslie Osborne (* 1983), US-amerikanische Fußballspielerin
- Leslie Parrish (* 1935), US-amerikanische Filmschauspielerin und Fotomodell
- Leslie Reid (* 1956), kanadische Dressurreiterin
- Leslie Stefanson (* 1971), US-amerikanische Schauspielerin
- Leslie Thornton (* 1951), US-amerikanische Filmemacherin und Künstlerin
- Leslie Uggams (* 1943), US-amerikanische Sängerin und Schauspielerin
- Leslie Van Houten (* 1949), US-amerikanische Mörderin und ehemaliges Mitglied der Manson Family
- Leslie Wunderman (* 1962), US-amerikanische Pop- und Dancesängerin, siehe Taylor Dayne

## Nachweise
1. ↑  https://www.behindthename.com/name/leslie